# نخل‌های چروک‌دانه
نخل‌های چروک‌دانه (نام علمی: Ptychosperma) نام یک سرده از تیره نخل است.